# Castellania de Gant
La castellania de Gant fou una jurisdicció feudal del Sacre Imperi Romanogermànic. Inicialment fou el domini laic de l'abadia de Sant Pere de Gant. Com que el càrrec d'abat laic de les abadies era generalment hereditari, és possible que els primers abats laics o procuradors de Sant Pere fossin parents però la relació existent és desconeguda i probablement emparentats amb els després foren els castellans o vescomtes de Gant (des del segle xii anomenats burggravis de Gant).

## Abats laics
- Wenemar esmentat el 8 de juliol del 941 i 22 de novembre de 945.
- Odgald o Odacre, esmentat l'agost del 948, 8 de setembre de 954, 1 d'octubre del 959, 29 d'octubre de 965 i 27 d'abril de 969
- Balduí, esmentat el 5 de maig i el 17 de juny del 962
- Engelbert, esmentat el 2 de juliol del 964, 11 d'abril del 969, 26 d'octubre del 970, 31 de gener del 972, 21 de gener de 974 i 4 de març de 981
- Folbert, esmentat el 26 d'octubre de 970 junt amb Engelbert
- Gerolf, esmentat el 9 de gener del 984
- Watbert, esmentat l'1 d'abril del 988 i 19 d'octubre del 994
- Reingard, esmentat el 26 de juny de 989 junt amb Waltbert
- Lambert I, esmentat vers 996-1031
- Folcard, era viu encara el 1073 quan, si està ben identificat, tindria més de 75 anys, primer castellà de Gant. Probablement fill de Lambert I.

## Castellans de Gant
- Folcard I vers 1031-1073 (abans abat laic de sant Pere de Gant)
- Lambert II vers 1073-1075 (fill)
- Folcard II vers 1073-1075 (germà)
- Wenemar I 1075-1118 (fill?)

casat amb Lutgarda
casat en segones noces amb Gisela de Guînes (filla de Balduí I comte de Guînes), el seu fill Arnold I fou comte de Guînes (1137).
- Siger I 1118-1122 (fill segon de Wenemar), senyor de Bornhem
- Wenemar II 1118-1135 (germà)
- Alícia, filla de Siger I, va heretar el bruggraviat de Gant, 1135-1154

casada amb Hug d'Encre, burggravi de Gant 1135-1139
casada en segones noces (vers 1145) amb Estepó de Viggezele senyor de Bornhem vers 1145. Vivia encara el 1172.
- Siger II 1154-1202, castella de Gant i el 1200 de Kortrijk, fill

casat amb Petronila de Kortrijk, filla de Roger I de Kortrijk (+ vers 1214)
- Siger III, 1202- 1227, fill, Burggravi de Gant.

casat amb Beatriu d'Houdain
- Hug I 1227-1232, fill

Casat amb Oda (Odeta) de Xampanya que fou regent del seu fill (1232-1234)
- Hug II 1232-1264, senyor de Heusden, fill

casat amb Maria de Gavere
- Hug III 1264-1287, fill

casat amb Maria de Reux
- Gerard, 1287-1307, senyor de Zottegem
- Hug IV, vers 1318, darrer burggravi efectiu, va lluitar al costat del rei de França contra el comte de Flandes i el burggraviat fou confiscat.

Els Zottegem van conservar el títol i avançat el segle xiv van pletejar i van recuperar alguns drets com a batlles de Gant. Posteriorment el títol va passar dels Zottegem als d'Antoign (segle xvi) i als Melun (segle xvii) titulats vescomtes de Gant. Avançat el segle xviii el títol va passar als Rohan fins a la revolució francesa.